# 布加爾·貝洛
布加爾·貝洛（匈牙利語：Bugár Béla；1958年7月7日—）是斯洛伐克的一位政治家，他是匈牙利人。自1992年開始，布加爾就是斯洛伐克國會的議員。2006年，他曾短暫代理國會議長。他是斯洛伐克政黨橋黨的黨魁。在橋黨成立之前，他曾經擔任匈牙利人基督教民主運動黨的黨魁。